# Pelocharella dryophthalma
Pelocharella dryophthalma är en fjärilsart som beskrevs av Edward Meyrick 1933. Pelocharella dryophthalma ingår i släktet Pelocharella och familjen praktmalar, Oecophoridae. Inga underarter finns listade i Catalogue of Life.